# Sinclair QL
Sinclair QL — персональный компьютер, выпущенный компанией Sinclair Research в 1984 году в качестве наследника ZX Spectrum. QL был нацелен на аудиторию любителей, а также малый бизнес, но не достиг коммерческого успеха. Sinclair QL является первым в мире 32-разрядным компьютером, созданным для домашнего применения.

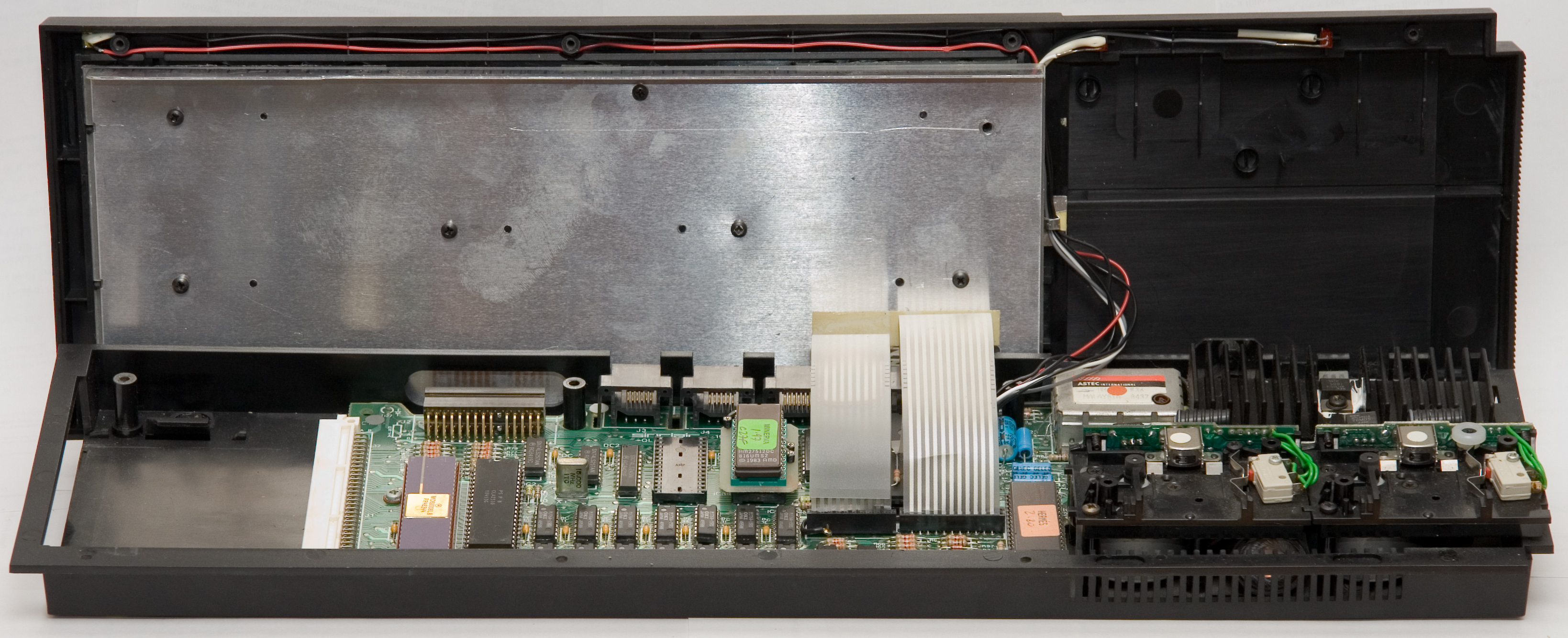
Внутри QL (с Minerva ROM)

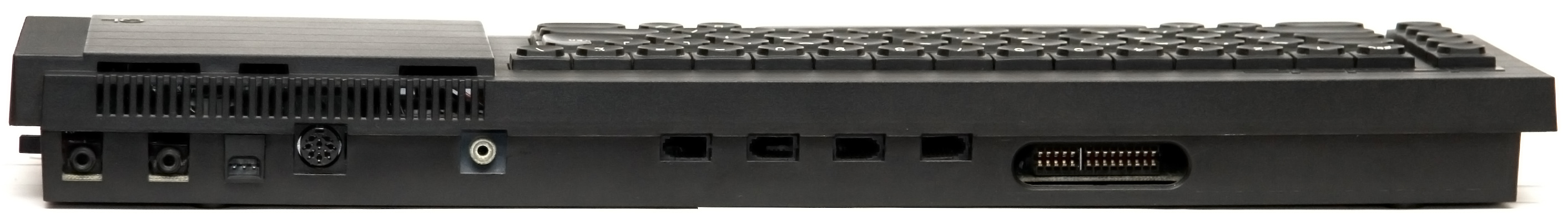
Вид сзади

QL был задуман ещё в 1981 году под кодовым именем «ZX83», как портативный компьютер для бизнесменов, со встроенным плоским ЭЛТ-дисплеем и модемом. В ходе разработки кодовое имя изменилось на «ZX84», и в какой-то момент стало понятно, что портативность оказалась слишком амбициозной идеей, и спецификация была урезана до традиционной настольной конфигурации.

## Технические характеристики
- Процессор: Motorola 68008 на частоте 7.5 МГц
- ОЗУ: 128 КБ с возможностью расширения до 640 КБ
- Графика (использует 32 КБ основного ОЗУ):
  - 256×256, 8 цветов (каждый пиксель имеет атрибут мигания)
  - 512×256, 4 цвета (чёрный, красный, зелёный, белый)
  - Теневой экран (использует ещё 32 КБ)
- Клавиатура — 65 (5 функциональных) клавиш
- Габариты 47,2 × 13,8 × 4,6 см
- Вес 1,4 кг

Построенный на основе процессора Motorola 68008 на тактовой частоте 7,5 МГц, QL имел 128 КБ ОЗУ (официально расширяемой до 640 КБ) и мог подключаться к монитору или телевизору. Использовались другим образом микросхемы Intel 8049, Sinclair ZX8301 и Sinclair ZX8302. Два встроенных привода ZX Microdrive (впервые такой привод появился в качестве периферии к ZX Spectrum) использовались в качестве устройства долговременного хранения, вместо более дорогих приводов гибких дисков, которые обычно применялись на подобных системах того времени. Интерфейсы QL: порт расширения, слот картриджа ПЗУ, два порта RS-232, порт локальной сети QLAN, два порта джойстиков и внешняя шина Microdrive. Было доступно два видеорежима: 256×256 пикселей в 8 цветов (из палитры RGB) и возможностью мигания отдельных пикселей, либо 512×256 с 4 цветами (чёрный, красный, зелёный и белый). Любой из этих режимов использовал 32 КБ буфер в основной памяти. Аппаратура позволяла переключаться между двумя различными буферами с изображением, тем самым предоставляя такую возможность как двойная буферизация; но эта возможность требовала 64 КБ из 128 КБ минимально установленных в системе, и оригинальная микропрограмма QL не поддерживала эту возможность. Альтернативная, намного улучшенная операционная система Minerva предоставляла полную поддержку для второго буфера.

## Программное обеспечение
В ПЗУ компьютера записана многозадачная операционная система QDOS, включающая в себя интерпретатор SuperBASIC. Первоначально для работы над ОС была привлечена компания GST Computer Systems, но затем от этого отказались в пользу своей операционной системы; проект начатый в GST был позже выпущен как 68K/OS и предлагался в качестве альтернативы QDOS, в форме карты, подключаемой к порту расширения.
Вместе с QL также поставлялся офисный пакет, созданный в Psion — текстовый редактор Quill, электронная таблица Abacus, база данных Archive, программа для построения диаграмм Easel.

## Интересные факты
- Известно, что Линус Торвальдс (создатель ядра Linux) владел Sinclair QL и учился на нём программированию[1].
- Аббревиатура QL образована от словосочетания англ. Quantum Leap — квантовый скачок[источник не указан 3257 дней].
- Sinclair QL является первым домашним компьютером, основанным на 32 разрядном процессоре. Когда Клайв Синклер узнал, что Apple также готовит компьютер на 32 разрядном процессоре, ориентированный для домашнего использования и малого бизнеса, им было приложено максимум усилий для того, чтобы успеть выпустить Sinclair QL раньше компьютера Apple. Фактически Sinclair QL вышел всего на несколько дней раньше, но из-за спешки в разработке надёжность компьютера и качество реализации некоторых функций оказались ниже приемлемого уровня. Это также одна из причин, по которой Sinclair QL оказался коммерчески неудачным[источник не указан 3257 дней].